# Tsend-Ayuushiin Ochirbat
Tsend-Ayuushiin Ochirbat –en mongol, Цэнд-Аюушийн Очирбат– (Ulán Bator, 10 de noviembre de 1974) es un deportista mongol que compitió en judo. Ganó una medalla de plata en los Juegos Asiáticos de 2002, y tres medallas de bronce en el Campeonato Asiático de Judo entre los años 2000 y 2003.

## Palmarés internacional
| Juegos Asiáticos    | Juegos Asiáticos      | Juegos Asiáticos  | Juegos Asiáticos |
| Año                 | Lugar                 | Medalla           | Categoría        |
| ------------------- | --------------------- | ----------------- | ---------------- |
| 2002                | Busan (Corea del Sur) | Medalla de plata  | –90 kg           |
| Campeonato Asiático |                       |                   |                  |
| Año                 | Lugar                 | Medalla           | Categoría        |
| 2000                | Osaka (Japón)         | Medalla de bronce | –81 kg           |
| 2001                | Ulán Bator (Mongolia) | Medalla de bronce | –90 kg           |
| 2003                | Jeju (Corea del Sur)  | Medalla de bronce | –90 kg           |